# 大定通宝

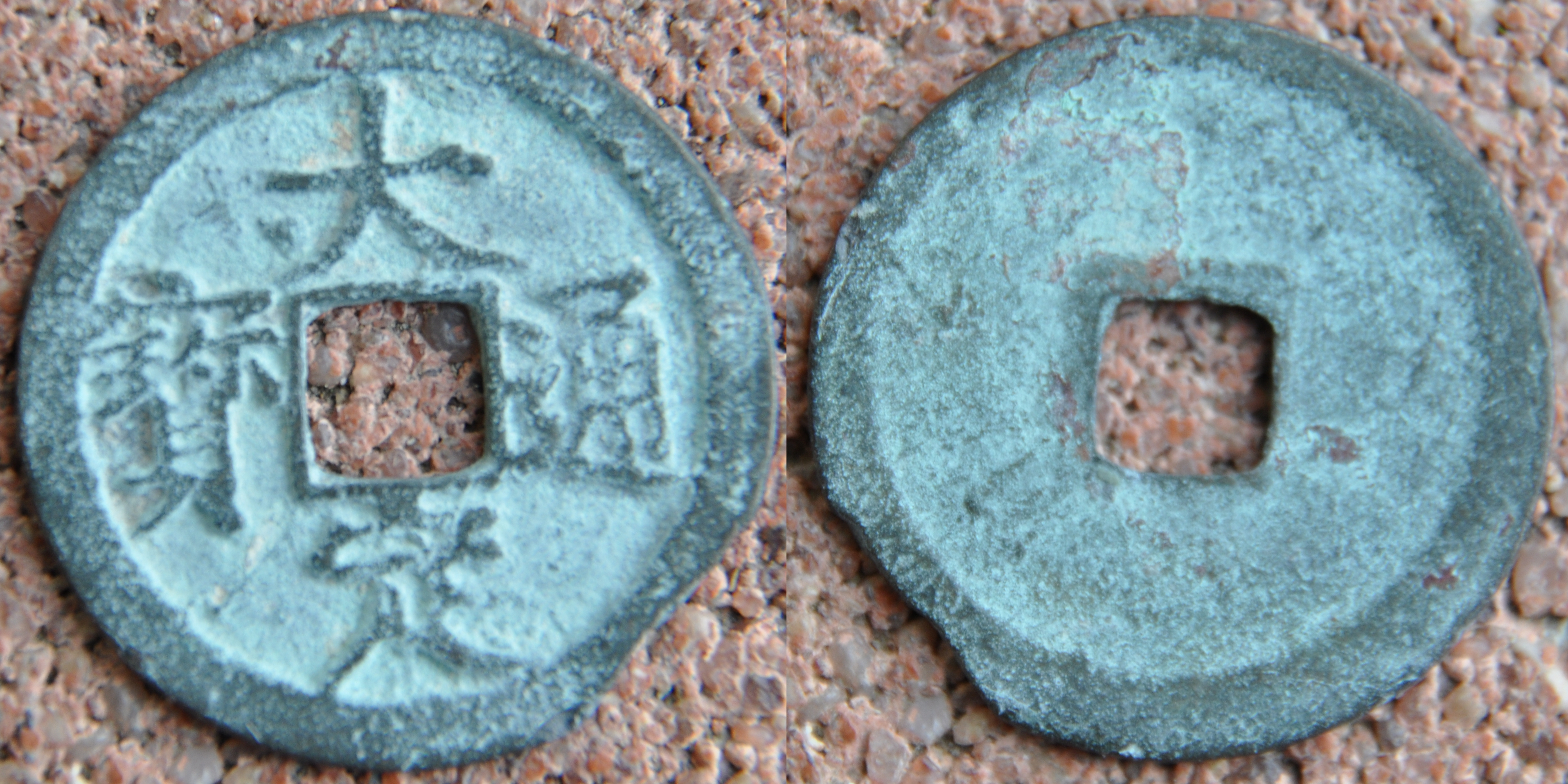
大定通宝

大定通寳是金代鑄造的金屬貨幣。铸于大定十八至二十九年（1178～1189年），有青铜、白铜、铁、银四种材质。
金代紙幣的發行早於銅幣，金代起初沒有自鑄銅錢，而是通用遼、宋的舊錢。海陵王正隆二年（1157年），金代初次鑄造流通币「正隆元宝」。金世宗大定十八年（1178年），開始鑄造大定通寳。大定二十九年（1189年）大定通寳停鑄。
大定通宝钱文对读，文字俊秀，含瘦金体、楷书。有粗字、细字、阔定、狭定、阔通、狭通、三角通、阔宝、狭宝、光背，背“申”、“酉”纪年，背星、月纹等版别。